# Tabiteuea Nord
Tabiteuea Nord è la parte settentrionale dell’atollo di Tabiteuea, separata da Tabiteuea Sud. In gilbertese si chiama Tabiteuea Meang. È costituita principalmente dall’isola di Aanikai e da isolotti minori.

## Geografia
Ha una superficie di 26 km² e una popolazione di 4 120 abitanti al 2020, distribuiti tra i 12 villaggi (capoluogo Utiroa).
Tabiteuea North –spesso riferita in inglese come “TabNorth” è l’isola la più settentrionale delle isole meridionali (Southern Gilberts).
Come tutte le isole del Sud, è un’isola dove c’è siccità, più o meno marcata. Il taro gigante, ‘bwabwai’ (Cyrtosperma merkusii) è quindi sistemato il più vicino alla lente d'acqua dolce.
Tabiteuea Nord si estende dal villaggio di Tekabuibui all’isola meridionale di Aiwa. Altre isole comprendono Kabuna, Tenaatoorua e Bangai. Ci sono numerosi isolotti tra le isole abitate.
Aiwa rappresenta il confine tra Tabiteuea Nord e Tabiteuea Sud. TabNorth ha una superficie di 25,78 km², larga di 2,18 km nel punto più ampio (Tekaman), e solo 0,13 km in quello più stretto.
“Tabiteuea” in gilbertese significa “i capi sono proibiti” (dalla parola “te tabu”, sacro, proibito e la parola “te uea”, il capo, il signore). L’isola è rinomata per il suo senso dell’uguaglianza e le sue maestose maneaba.

## Storia
Il primo luglio 1799, Charles Bishop e George Bass entrarono nella laguna di Tabiteuea, mentre molte piroghe si avvicinarono al Nautilus. Bishop la battezzò Bishop’s Island, e chiamò Aanikai, Drummond’s Island.
Durante la United States Exploring Expedition, aprile 1841, il capitano americano William L. Hudson giunse a Tabiteuea, allora nota come Drummond's Island. Perché mancava senza motivo un membro dell’equipaggio sceso a terra, furono decise rappresaglie: almeno una ventina degli abitanti furono uccisi dagli americani. Utiroa fu incendiata e la maneaba distrutta.
Il vescovo cattolico Octave Terrienne trasferì la sede del vicariato apostolico delle isole Gilbert ed Ellice a Tanaeang nell’attuale Tabiteuea Nord, invece di Ocean Island, allora capoluogo della colonia.